# Miskolc Renegades 2022
Questa voce raccoglie le informazioni riguardanti i Miskolc Renegades nelle competizioni ufficiali della stagione 2022.

## Divízió II 2022

### Stagione regolare
| 3 aprile 2022 3ª giornata | Miskolc Renegades | 38 – 6 | Jászberény Wolverines |  |

| 30 aprile 2022 7ª giornata | Rebels Oldboys | 34 – 40 | Miskolc Renegades |  |

| 15 maggio 2022 9ª giornata | Levelek Spartans | 46 – 7 | Miskolc Renegades |  |

| 4 giugno 2022 12ª giornata | Miskolc Renegades | 0 – 34 | Eger Heroes |  |

## Statistiche di squadra
| Competizione      | %Vittorie | In casa | In casa | In casa | In casa | In casa | In casa | In trasferta | In trasferta | In trasferta | In trasferta | In trasferta | In trasferta | Totale | Totale | Totale | Totale | Totale | Totale |
| Competizione      | %Vittorie | G       | V       | N       | P       | Pf      | Ps      | G            | V            | N            | P            | Pf           | Ps           | G      | V      | N      | P      | Pf     | Ps     |
| ----------------- | --------- | ------- | ------- | ------- | ------- | ------- | ------- | ------------ | ------------ | ------------ | ------------ | ------------ | ------------ | ------ | ------ | ------ | ------ | ------ | ------ |
| Stagione regolare | .500      | 2       | 1       | 0       | 1       | 38      | 40      | 2            | 1            | 0            | 1            | 47           | 80           | 4      | 2      | 0      | 2      | 85     | 120    |
| Totale            | .500      | 2       | 1       | 0       | 1       | 38      | 40      | 2            | 1            | 0            | 1            | 47           | 80           | 4      | 2      | 0      | 2      | 85     | 120    |